# Araeognatha nubiferalis
Araeognatha nubiferalis là một loài bướm đêm trong họ Noctuidae.